# Beatton River
Der Beatton River ist ein orographisch linker Nebenfluss des Peace River im Peace River Regional District im Nordosten der kanadischen Provinz British Columbia.

## Flusslauf
Der Beatton River hat seinen Ursprung im kleinen See Lily Lake, 20 km westlich von Pink Mountain, im östlichen Vorland der Kanadischen Rocky Mountains. Der Fluss fließt anfangs in überwiegend östlicher Richtung, wendet sich dann aber später nach Südsüdost. Er durchfließt die Peace River-Niederung mit unzähligen Mäandern. Er nimmt dabei die Nebenflüsse Blueberry River von rechts und Doig River von links auf. Im Unterlauf passiert er die Stadt Fort St. John östlich in einem Abstand von 5 km. Schließlich mündet er 40 km östlich von Fort St. John in den Peace River. An der Mündung befindet sich der kleine Beatton River Provincial Park. Ohne Berücksichtigung der unzähligen Flussschlingen hat der Beatton River eine Länge von etwa 300 km. 
Der Beatton River entwässert ein Areal von ca. 16.000 km². Im Mai, während der Schneeschmelze, führt der Beatton River gewöhnlich die größte Wassermenge. Am Pegel nahe Fort St. John beträgt der mittlere Abfluss 52,5 m³/s.